# Guernseys flagga

Guernseys handelsflagga

Guvernörens flagga

Guernseys flagga antogs 1985 av Bailiwick of Guernsey, har ett rött Sankt Georgskors och ett mindre guldkors.